# Reazione di fase acuta
La Reazione di fase acuta è l'insieme di cambiamenti sistemici che si accompagnano ad una risposta infiammatoria locale. Sono cambiamenti rapidi ed intensi, facenti parte dei meccanismi di difesa, messi in atto dall'organismo in modo transitorio o permanente a seconda dell'infiammazione che sia angioflogosi o istoflogosi.

## Principali aspetti
L'insorgenza della Reazione di fase acuta è dovuta all'attivazione di macrofagi, endoteliociti, microglia, NK con la produzione di IL-1 (detta pirogeno endogeno) che entra in circolo agendo poi insieme a IL-6 e TNF, per arrivare ad un quadro ove si riscontra:
- febbre;
- leucocitosi;
- aumento delle proteine positive di fase acuto e diminuzione di quelle negative di fase acuta;
- inappetenza;
- stanchezza;
- diminuzione di ferro e zinco sierico;
- aumento del catabolismo muscolare;
- cefalea.

## Proteine di fase acuta
Le proteine di fase acuta si dividono in positive (se aumentano) e negative (se diminuiscono):
- Positive
  - aumentano centinaia di volte
    - Proteina C reattiva
    - Siero amiloide A

  - Aumentano di 2/4 volte
    - α1-antitripsina
    - Aptoglobina
    - C4BP
    - Fibrinogeno

  - Aumentano del 50%
    - Cerulopasmina
    - SAP
    - Fibronectina

- Negative
  - Albumina
  - Transtiretina
  - Transferrina

### Proteina C reattiva
Pentraxina sintetizzata dal fegato, capace di attivare il complemento, legare la cromatina di cellule morte, legare gli istoni, diminuire la produzione di anione superossido e di rilascio delle linfochine.
Il nome Proteina C reattiva deriva dal legame con il polisaccaride C dello Pneumococco. Infatti la Proteina C reattiva possiede una tasca di legame con la fosfocolina, quest'ultima presente tra l'altro nel polisaccaride C.

### Siero-amiloide A
È il precursore dell'amiloide A, prodotta pure questa dal fegato. Circola nel sangue legata HDL. È in grado di far aderire e migrare fagociti e linfociti, di aumentare l'ossidazione di LDL e di agire come modulatore.

## Risoluzione
Al venire meno dello stimolo della produzione di citochine, queste vengono eliminate velocemente avendo emivita assai breve. Fattori inibitori sono poi i glucocorticoidi indotti da ACTH, IL-Ra, IL-4, IL-10.